# Nylso
Nylso (* 20. November 1964 in Rennes als Jean-Michel Masson) ist ein französischer Grafiker und Comic-Künstler.

## Leben und Schaffen
Nylso wuchs in Mordelles in der Bretagne auf. Nach seinem Diplom in Geowissenschaften arbeitete er von 1987 bis 1992 als Chemielaborant in Rennes und Paris. Zwischen 1994 und 1996 veröffentlichte er mit der Comic-Künstlerin Jo Manix das Fanzine Le Simo, und war bis 1999 der künstlerische Leiter des Kleinverlags Édition Le Simo.
 Ab 2002 erschien seine Graphic-Novel-Reihe Jérôme d'Alphagraph – ein Entwicklungsroman über einen jungen Buchhändler namens Jérôme, der Schriftsteller werden will. Die von Marie Saur geschriebenen Skripte dieser Reihe arbeiten mit verschiedenen intertextuellen Anleihen, etwa aus Paul Nizons Am Schreiben gehen, Aphorismen von Giacomo Leopardi und Märchen aus Burkina. Der Doppelband Jérôme d'Alphagraph wurde 2022 in die Sélection patrimoine des Festival von Angoulême aufgenommen. Zu Nylsos weiteren zeichnerischen Werken zählt u. a. Gros Ours & Petit Lapin (2016), eine philosophische Fabel über Freundschaft. Der Band Les cabanes de Nylso (2022) folgt keinem Skipt, sondern versammelt Variationen über das Sujet Hütte. Ausgangspunkt dieser ultra-feinlinigen Tuschzeichnungen war jeweils ein kleines, „halb-bewusst“ gezeichnetes Muster.

## Werke (Auswahl)
- Jérôme d'Alphagraph (mit Marie Saur)
  - Jérôme d'Alphagraph. Èditions FLBLB, Poitiers (Band 1 und 2: 2002, 2003) 2021 ISBN 978-2-35761-304-1.
  - Jérôme et le Lièvre. Èditions FLBLB, Poitiers (2005) 2022 ISBN 978-2-35761-332-4.
  - Jérôme et Sultana. Èditions FLBLB, Poitiers 2007 ISBN 978-2-914553-67-4.
  - Jérôme et l'Arbre. Èditions FLBLB, Poitiers 2008 ISBN 978-2-914553-91-9.
  - Jérôme et la Route. Èditions FLBLB, Poitiers (2010) 2022 ISBN 978-2-35761-008-8.
  - Jérôme et la ville. Éditions Les contrebandiers, Paris 2013 ISBN 978-2-9532279-3-2.
  - Bourrique d'Alphagraph, Èditions FLBLB, Poitiers 2007 ISBN 978-2-914553-64-3.
  - Une journée de Bourrique Èditions FLBLB, Poitiers 2022 ISBN 978-2-35761-335-5.
- My Road movie (mit Marie Saur), Éditions Sarbacane, Paris 2008 ISBN 978-2-84865-265-8.
- Novella: Histoires croquées (mit Edmond Baudoin und Vincent Vanoli), Neutrino, 2010 ISBN 978-2-912937-19-3.
- Porsmeur (mit Marie Saur) Editions l’employé du moi, Brüssel 2014 ISBN 978-2-930360-63-8.
- Gros ours et petit lapin (mit Marie Saur). Éditions Misma, Toulouse 2016 ISBN 978-2-916254-50-0.
- Cabanes. Editions Michel Lagarde, Paris, 2016 ISBN 978-2-916421-43-8.
- Kimi le vieux chien. Éditions Misma, Toulouse 2018 ISBN 978-2-916254-65-4.
- Les cabanes de Nylso. Éditions Misma, Toulouse 2022 ISBN 978-2-916254-94-4.
- Les Julys. Éditions Misma, Toulouse 2024 ISBN 978-2-494740-09-9.

## Einzelausstellungen (Auswahl)
- Cabanes. Galerie Michel Lagarde, Paris 2016.[11]
- Exposition Nylso. Galerie de la librairie Le Bal des ardents, Lyon 2018.[4]
- Comment les feuilles s'épanouissent-elles? Festival Formula Bula, Paris 2020.[12]
- Les Cabanes de Nylso. Galerie Huberty et Breyne, Paris 2022.[9]